# Federazione italiana ricetrasmissioni - Citizen's Band
La Federazione italiana ricetrasmissioni – Citizen's Band, in acronimo FIR CB o FIR CB - SER o FIR - SER è una federazione nazionale composta inizialmente dai radio club CB nati spontaneamente, ancora prima della legalizzazione della CB, sul territorio nazionale italiano, ed in seguito da associazioni di volontariato che operano principalmente nel settore del radiantismo. La federazione fa parte della European CB Federation (ECBF) e della World Citizen's Band Union (WCBU).

## La federazione
La federazione è nata nel febbraio 1971, quando le ricetrasmissioni nella banda cittadina non erano ancora state legalizzate in Italia. Il riconoscimento ufficiale della CB è difatti avvenuto con l'introduzione del nuovo codice postale tramite il D.P.R. 156/73 nel marzo del 1973.
Dopo il terremoto del Friuli del 1976, dove anche gli operatori CB offrirono la loro assistenza nell'opera di soccorso, nacque l'idea di creare, all'interno della federazione, una struttura dedicata all'emergenza, dando vita al Servizio emergenza radio.

## Servizio emergenza radio
Il Servizio emergenza radio, in acronimo SER, costituisce un'emanazione diretta della FIR CB e fornisce un servizio di protezione civile della federazione stessa. Tale servizio è spesso identificato con l'acronimo FIR - SER.
Il compito del SER è quello di garantire i collegamenti radio a tutti i livelli, partendo da quello locale (comunale, intercomunale e provinciale) arrivando sino a quello strategico (regionale e nazionale). Le frequenze impiegate sono usualmente i normali canali della CB, ma possono essere utilizzate anche altre frequenze assegnate alle operazioni del Dipartimento di Protezione Civile (banda dei 160 MHz e dei 43 MHz) oppure frequenze in VHF o UHF assegnate dal Ministero delle comunicazioni alle strutture o alle associazioni facenti parte del SER.
Durante gli anni la FIR CB ha preso parte a emergenze e grandi eventi che si sono tenuti sul territorio nazionale, tra cui:
- terremoto del Friuli (maggio-settembre 1976)
- Sarno (maggio 1998)
- Missione arcobaleno (1999)
- invaso epiglaciale nel ghiacciaio del Belvedere del Monte Rosa (giugno 2002)
- fenomeni eruttivi ed eventi sismici connessi all'attività vulcanica dell'Etna (ottobre 2002)
- eventi sismici nella provincia di Campobasso (ottobre 2002)
- eventi atmosferici in Liguria, Lombardia, Piemonte, Veneto, Friuli, Emilia-Romagna (novembre 2002)
- esequie del santo padre Giovanni Paolo II (aprile 2005)
- elezione del pontefice Benedetto XVI (aprile 2005)
- terremoto Abruzzo (aprile-dicembre 2009)
- Terremoto del Centro Italia del 2016 e del 2017

## Regolamentazione legislativa
La FIR-CB SER ha partecipato attivamente alla regolamentazione dell'utilizzo degli apparati radio per uso personale in Italia, prendendo parte a vari tavoli d'incontri con organizzazioni di settore e i funzionari del Ministero dello Sviluppo Economico, al fine di mantenere il libero uso e senza il pagamento di nessun contributo degli apparati di radio per i CB o PMR446.

## Onorificenze
- Invaso epiglaciale nel ghiacciaio del Belvedere del Monte Rosa - giugno 2002
- Fenomeni eruttivi ed eventi sismici connessi all'attività vulcanica dell'Etna - ottobre 2002
- Eventi sismici nella provincia di Campobasso - ottobre 2002
- Eventi atmosferici in Liguria, Lombardia, Piemonte, Veneto, Friuli, Emilia-Romagna - novembre 2002
- Esequie del Santo Padre Giovanni Paolo II - aprile 2005
- Elezione del Pontefice Benedetto XVI - aprile 2005
- D.P.C.M. 7 febbraio 2008[3]»
— Roma 7 febbraio 2008

## Apparati radio che sono utilizzati dalla federazione
- Apparati radio HF 27 MHz (CB)
- Apparati radio VHF 43 MHz (CB)
- Apparati radio LPD Low Power Devices
- Apparati radio PMR 446
- Apparati radio PMR civile VHF
- Apparati radio PMR civile UHF
- Apparati radio amatoriali utilizzati dai singoli volontari in possesso di patente abilitante al servizio di radioamatore.
- Apparati radio WiFi 2,4 GHz
- Apparati radio WiFi 5 GHz
- Apparati radio satellitari banda Ka: Rx 19.7-20.2 GHz Tx 29.5-30.0 GHz (Internet satellitare - Tooway)